# Lothar Weise (Autor)
Lothar Weise (* 1931 in Ebersbach; † 1966) war ein deutscher Schriftsteller und Science-Fiction-Autor.

## Leben
Weise machte nach dem Zweiten Weltkrieg eine Lehre zum Weber und wurde Textilingenieur, bevor er sich ab 1962 hauptberuflich der Schriftstellerei widmete.
Zunächst veröffentlichte er drei Erzählungen und einen Roman, die er gemeinsam mit dem älteren Autor Kurt Herwarth Ball geschrieben hatte. Später publizierte er unter eigenem Namen zwei mehrfach wieder aufgelegte Romane. Alle Werke erschienen in den hierfür spezialisierten Reihen „Das neue Abenteuer“ und „Spannend erzählt“ des Berliner Verlags Neues Leben. Nach seinem frühen Tod erschien noch eine weitere mit Ball verfasste Erzählung „Im Eis des Kometen“.

## Bibliografie
- mit Kurt Herwarth Ball: Alarm auf Station Einstein. Erzählung. Illustrationen von Günter Goeltzer. Verlag Neues Leben, Berlin 1957 (Das neue Abenteuer #119 und #120).
- mit Kurt Herwarth Ball: Signale von der Venus. Erzählung. Illustrationen von Gerhard Goßmann. Verlag Neues Leben, Berlin 1958 (Das neue Abenteuer #134).
- mit Kurt Herwarth Ball: Brand im Mondobservatorium. Erzählung. Illustrationen von Hans-Hermann Schlicker. Verlag Neues Leben, Berlin 1959 (Das neue Abenteuer #161).
- mit Kurt Herwarth Ball: Atomfeuer über dem Pazifik. Roman. Illustrationen von Karl Fischer. Verlag Neues Leben, Berlin 1959 (Spannend erzählt #31). 2. Auflage 1960.
- Das Geheimnis des Transpluto. Wissenschaftlich-phantastischer Roman. Illustrationen von Eberhard Binder. Verlag Neues Leben, Berlin 1962 (Spannend erzählt #44). Zuletzt 4. Auflage 1968.
- Unternehmen Marsgibberellin. Wissenschaftlich-phantastischer Roman. Illustrationen von Eberhard Binder. Verlag Neues Leben, Berlin 1964 (Spannend erzählt #56). Zuletzt 4. Auflage 1970.
- mit Kurt Herwarth Ball: Im Eis des Kometen. Erzählung. Illustrationen von Hans Räde. Verlag Neues Leben, Berlin 1968 (Das neue Abenteuer #270).